# 이육사 친필원고 '바다의 마음'
이육사 친필원고 '바다의 마음'은 대한민국 경상북도 경산시에 있는, 시인이자 독립운동가인 이육사(이원록, 1904～1944)가 남긴 시 '바다의 마음'의 친필원고이다. 2018년 12월 10일 대한민국의 국가등록문화재 제738호로 지정되었다.

## 지정 사유
시인이자 독립운동가인 이육사(이원록, 1904～1944)가 남긴 시 '바다의 마음'의 친필원고로, 3행 3연으로 구성되어 있다.
이육사는 당시 신문과 잡지에 글을 발표하면서 항일․민족정신을 고취하는 활동을 하였고, 여러 독립운동 단체에 가담하여 투쟁하다 1944년 1월 16일 베이징 일본총영사관 감옥에서 순국하였다.
이육사의 친필 시 원고는 문학사적 중요성에 비하여 극히 희귀한 편으로, '편복(蝙蝠)'[등록문화재 제713호]  외에는 이번에 등록하는 '바다의 마음'이 유일한 것으로 전해지고 있다. 정부에서는 고인의 공훈을 기리어 1990년 대한민국 건국훈장 애국장을 추서하였다.

## 같이 보기
- 이육사 친필원고 '편복(蝙蝠)'

## 참고 자료
- 이육사 친필원고 '바다의 마음' - 국가유산청 국가유산포털